# 山形市民会館
山形市民会館（やまがたしみんかいかん、Yamagata Citizens' Hall）は、山形県山形市にある多目的ホールである。JR山形駅東口付近に位置する。

## 概要
1963年3月、山形市役所向かいに三浦記念山形商工会館が建設され、市庁舎3階に併設されていた市中央公民館は商工会館3階に移転することになった。この際、商工会館に近接して立地する山形県県民会館には大ホールやステージも完備していたため、従来、中央公民館に併設されていたホールやステージは移転を機に廃止されることが決まった。このため、自主的文化活動の場を失った市民から市に対し、市民会館の設置を望む声が噴出した。
市はこうした要望を踏まえ、1972年に山形駅前通りの再開発の進展と、山形大学教育学部附属小学校、同附属中学校の千歳山麓（松波二丁目）に移転した跡地利用について、市の福祉・医療関係の施設を設置する方針を固め、その中核施設として市民会館の建設を決定した。こうして市民会館は着工に至り、1973年7月25日に開館した。
市民会館は山形駅から至近に同じく位置する山形テルサよりは音響面では劣るものの、七日町に位置する山形県県民会館よりは音響面で勝るため、人気が高いホールであるとされる。また、キャパシティも1,000名を超え、比較的安価にホールを借りることができるため、音楽演奏会等が数多く開催されている。
2005年に、市民会館でアスベストが使用されていることが発覚した。同時期に県民会館でもアスベスト使用が発覚したが、同時期に市内の2つのホールを長期間休館にしてしまうと予定されているイベントを全てこなすことができなくなる影響を考慮し、初めに県民会館の改修工事を行い、その後、市民会館の改修工事を行った。県民会館のアスベスト除去工事・耐震補強工事は2006年3月31日をもって完了（完全完了したのは2006年10月31日）、市民会館の改修工事は2006年8月1日～12月20日に行われ完了した。
2010年4月1日から指定管理者制度の導入によって、山形市民会館管理運営共同事業体（山形綜合舞台サービス・山形ビルサービス）が管理と運営を行っている。
山形市は2021年3月に「山形市民会館整備基本構想」を策定し、2029年度に市民会館を旧山形県県民会館跡地に移転する計画である。2024年6月7日には、整備事業に関する優先交渉権者として「株式会社市村工務店」を代表とするグループが選定された。

## 施設
- 大ホール
定員1,202名。山形市民会館のメイン施設である。プロセニアム型ホールで花道を備える。2階席はない。演奏会を中心に様々なイベントが催されている。前面の席を取り外してオーケストラピットを構成することも可能である。
- 小ホール
定員300名（移動席）。コンサートの他、リハーサル会場としても使用されている。
- リハーサル室
- 楽屋
- 展示室
- 会議室
大会議室 40名　小会議室 20名
- 談話室

## アクセス
- JR山形駅東口から徒歩約7分
- 山交バス「山交バスターミナル」から徒歩約3分
- 山形道 山形蔵王IC・東北中央道 山形中央ICから車で約10分
- 山形空港から車で約40分。空港から山形駅までの連絡バス有